# Benkara esculenta
Benkara esculenta är en måreväxtart som först beskrevs av João de Loureiro, och fick sitt nu gällande namn av Colin Ernest Ridsdale. Benkara esculenta ingår i släktet Benkara och familjen måreväxter.
Artens utbredningsområde är Vietnam. Inga underarter finns listade i Catalogue of Life.